# Nova zaveza
Nova zaveza (hebrejsko ברית חדשה‎ [berit hadašah] , grško starogrško διαθήκη καινή) pomeni zavezo, ki jo je po verovanju kristjanov Bog sklenil z ljudmi po posredovanju Jezusa Kristusa in je dopolnitev že prej sklenjene stare zaveze. Po drugi strani izraz Nova zaveza označuje tiste knjige Svetega pisma, ki opisujejo ustanovitev te zaveze - torej opisujejo javno delovanje Jezusa Kristusa in njegovih učencev. Poleg tega lahko izraz nova zaveza (točneje novozavezni čas) označuje tudi zgodovinsko obdobje, ki se je začelo z utelešenjem Jezusa Kristusa in traja še zdaj.
Jurij Dalmatin je 1584 prevedel celo Sveto pismo. Na Ogrskem je Štefan Küzmič leta 1771 objavil prevod Nove zaveze v prekmurskem narečju (Nouvi Zákon). Mikloš Küzmič je prevel odlomke iz Nove zaveze 1780 (Szvéti evangyeliomi).

## Zaveza med Bogom in ljudmi
Judovska vera je govorila o stari zavezi, ki jo je Bog sklenil s svojim ljudstvom preko izraelskih očakov in prerokov (2 Mz 19). V knjigi preroka Jeremija pa lahko že beremo napoved nove zaveze:

Glej, pridejo dnevi, govori Gospod, ko bom z Izraelovo hišo in Judovo hišo sklenil novo zavezo. Ne zaveze, kakršno sem sklenil z njihovimi očeti tistega dne, ko sem jih prijel za roko, da bi jih izpeljal iz egiptovske dežele; to zavezo z menoj so prelomili, čeprav sem bil njihov gospodar, govori Gospod. To je namreč zaveza, ki jo bom sklenil z Izraelovo hišo po tistih dneh, govori Gospod: Svojo postavo bom dal v njihovo notranjost in v njih srce jo bom zapisal. Jaz bom njihov Bog in oni bodo moje ljudstvo. Ne bodo več učili vsak svojega rojaka, vsak svojega brata in rekli: »Spoznajte Gospod!«, ker me bodo poznali vsi, od najmanjšega do največjega med njimi, govori Gospod. Kajti njihovo krivdo bom odpustil in njihovega greha se ne bom več spominjal. (Jer 31,31-34)

Jezusovi učenci so v Jezusovem javnem delovanju videli uresničitev te prerokbe, saj je ravno Jezus učil o odpuščanju grehov in krivde. Za trenutek ustanovitve nove zaveze pa se po navadi šteje zadnjo večerjo.

## Novozavezne knjige
Z izrazom Nova zaveza (po navadi z veliko začetnico - kot naslov) označujemo tudi del Svetega pisma: točneje tisti del, ki opisuje Jezusovo javno delovanje, zavezo z Bogom in delovanje njegovih prvih učencev. Novo zavezo v tem pomenu besede sestavlja naslednjih 27 knjig:
- Evangelij po Mateju (Mt)
- Evangelij po Marku (Mr)
- Evangelij po Luku (Lk)
- Evangelij po Janezu (Jn)
- Apostolska dela (Apd)

- Pismo Rimljanom (Rim)
- 1. pismo Korinčanom (1 Kor)
- 2. pismo Korinčanom (2 Kor)
- Pismo Galačanom (Gal)
- Pismo Efežanom (Ef)
- Pismo Filipljanom (Flp)
- Pismo Kološanom (Kol)
- 1. pismo Tesaloničanom (1 Tes)
- 2. pismo Tesaloničanom (2 Tes)
- 1. pismo Timoteju (1 Tim)
- 2. pismo Timoteju (2 Tim)
- Pismo Titu (Tit)
- Pismo Filemonu (Flm)
- Pismo Hebrejcem (Heb)
- Jakobovo pismo (Jak)
- 1. Petrovo pismo (1 Pt)
- 2. Petrovo pismo (2 Pt)
- 1. Janezovo pismo (1 Jn)
- 2. Janezovo pismo (2 Jn)
- 3. Janezovo pismo (3 Jn)
- Judovo pismo (Jud)
- Razodetje (Apokalipsa) (Raz)